# Tiny Lund
Statistiques en NASCAR Cup Series
Dernière mise à jour : 25 décembre 2016 
Tiny Lund est un pilote américain de NASCAR né le 26 novembre 1929 à Elmhurst, Illinois, et mort le 17 août 1975 sur le circuit de Talladega.

## Carrière
Il commence sa carrière en 1955 et remporte en 20 saisons 5 courses dont le Daytona 500 en 1963. La meilleure performance de Lund dans le championnat de première division NASCAR Grand National est une 10e place la même année.
Il joue un pilote de stock-car dans le film À plein tube aux côtés d'Elvis Presley et Nancy Sinatra en 1968.